# Фертельмейстер, Эдуард Борисович
Эдуард Борисович Фертельмейстер (род. 26 декабря 1947, Горький) — российский композитор, дирижёр и педагог. Президент Нижегородской государственной консерватории имени Михаила Ивановича Глинки с 2 февраля 2018 года, профессор, ранее был ректором. Народный артист Российской Федерации (2008). Почётный гражданин Нижнего Новгорода (2016).

## Биография
Родился 26 декабря 1947 года в Горьком.
Учился в хоровой капелле мальчиков.
В 1972 году окончил факультет хорового дирижирования Горьковской государственной консерватории им. М. И. Глинки.
С 1973 года работает в Горьковской консерватории.
С 1975 года — заведующий музыкальной частью Горьковского театра юного зрителя.
В 1981 году окончил факультет композиции Горьковской государственной консерватории им. М. И. Глинки (класс А. А. Нестерова).
С 1983 года работает на кафедре хорового дирижирования Горьковской консерватории.
Занимал должность проректора консерватории по учебной работе с 1994 года по 1996 год.
В 1996 году избран ректором Нижегородской государственной консерватории им. М. И. Глинки.

### Политическая позиция
В 2014 году подписал Коллективное обращение деятелей культуры Российской Федерации в поддержку политики президента РФ В. В. Путина на Украине и в Крыму.

## Основные музыкальные сочинения

### Мюзиклы
- «Песнь о Данко» (1983)
- «Черт попутал» (1997)
- «Дикая собака Динго» (2007)
- опера-мюзикл «Коко Шанель. Страницы жизни» (2014)

### Музыка к драматическим спектаклям
- «Сон в летнюю ночь»
- «Виндзорские насмешницы»
- «Мещанин во дворянстве»
- «Лекарь поневоле»
- «Ревнивая к себе самой»
- «Дуэнья»
- «Дама-невидимка»
- «Алеша»
- «Запах спелой айвы»
- «Разбитый кувшин»
- «С любовью не шутят»
- «Ромео и Джульетта»
- «Банкрот»
- «104 страницы про любовь»
- «Валентин и Валентина»
- «История любви»
- «С любимыми не расставайтесь»
- «Аэлита»
- «Красная шапочка»
- «Дюймовочка»
- «Белоснежка и семь гномов»

и проч. — всего свыше 90.

### Произведения для симфонического оркестра
- Симфония (1981)
- Симфоническая сюита для детей (1987)
- Симфоническая сюита «Реб Тевье» (1994)
- Увертюра " Welcome " (2000)
- В. Шекспир в иллюстрациях для симфонического оркестра (2007)

### Вокально-оркестровые сочинения
- «Вокализ» для хора и оркестра из спектакля «Алеша»
- «Песня о песне» — для хора и оркестра
- Вокально-хоровой цикл «Свищет ветер» на стихи С.Есенина (1982)

### Хоровые сочинения
- Хоровые циклы на стихи Л.Мартынова (1989), О.Мандельштама (1991)
- Концерт-рапсодия для хорового театра «Песни сердца»
- хоры «Осень», «До свидания, юность», «Без фантазии нельзя», «Светлая песенка», «Соловушка» и др.

### Камерно-инструментальные ансамбли
- Струнный квартет (1980)
- Соната для скрипки и фортепиано (1979).

### Произведения для фортепиано
- Сонатина

и прочие пьесы

### Произведения для органа
- «Заблудившийся менуэт» (1988).

### Камерно-вокальные произведения
- Вокальный цикл «Сонеты Шекспира» (1978)

также около 100 песен.

## Награды и звания
- Орден Дружбы (2004)[3]
- Народный артист Российской Федерации (2008)[4]
- Памятный знак «800 лет городу Нижнему Новгороду» (Нижний Новгород, 2021)[5]
- Заслуженный деятель искусств РСФСР (1989)
- Лауреат премии города Нижнего Новгорода
- Лауреат Нижегородской театральной премии им. Собольщикова-Самарина
- Почётный гражданин Нижнего Новгорода (2016)[6]

## Членство в общественных, научных и других организациях
- Член Союза композиторов РФ
- Член Союза театральных деятелей РФ
- Действительный член Академии гуманитарных наук
- Член комитета по премиям Нижнего Новгорода
- Член коллегии областного департамента культуры Нижегородской области
- Член художественного совета городского управления культуры Нижнего Новгорода
- Член совета ректоров Нижегородской области
- Член Президиума учебно-методического объединения при министерстве культуры
- Член Российского союза ректоров
- Член Высшей аттестационной комиссии
- Заместитель председателя правления Нижегородской региональной композиторской организации